# Druga Liga 1972-1973
La Druga savezna liga SFRJ 1972-1973, conosciuta semplicemente come Druga liga 1972-1973, fu la 27ª edizione della seconda divisione del campionato jugoslavo di calcio. 
Questa fu la quinta ed ultima edizione impostata su quattro gironi Ovest, Nord, Sud ed Est (Zapad, Sever, Jug e Istok) senza divisioni nette fra i confini delle repubbliche, la seconda con 18 squadre per girone. Dalla stagione seguente si tornò a due gironi.
Le prime due classificate di ogni girone (totale otto squadre) disputarono gli spareggi-promozione per due posti in Prva Liga 1973-1974.

## Provenienza
| Slovenia                                     | Croazia | Bosnia Erzegovina | Serbia | Serbia | Serbia                                              | Montenegro                                                                             | Macedonia                                                         |
| Slovenia                                     | Croazia | Bosnia Erzegovina | Voivodina | Serbia Centrale | Kosovo                                              | Montenegro                                                                             | Macedonia                                                         |
| -------------------------------------------- | --- | --- | --- | --- | --------------------------------------------------- | -------------------------------------------------------------------------------------- | ----------------------------------------------------------------- |
| - Maribor - Mercator - Mura - Rudar Trbovlje | - Belišće - Borovo - Dinamo Vinkovci - GOŠK Dubrovnik - Istria - Karlovac - Orijent - Osijek - Rijeka - Segesta - Sebenico - RNK Spalato - Trešnjevka - Varteks Varaždin - NK Zagabria | - Borac Čapljina - Borac Travnik - Bosna Visoko - Famos Hrasnica - Igman Konjic - Iskra Bugojno - Jedinstvo Bihać - Jedinstvo Brčko - Kozara - Leotar - Radnik Bijeljina - Radnik Hadžići - Rudar Kakanj - Rudar Ljubija - Sloboda Novi Grad - Troglav - UNIS Vogošća | - Bačka B. Palanka - Crvenka - Dinamo Pančevo - Hajduk Kula - Novi Sad - Proleter Zrenjanin - Radnički Sombor | - Borac Čačak - Budućnost Valjevo - Čukarički - FK FAP - Galenika Zemun - Mačva Šabac - Napredak Kruševac - Radnički Kragujevac - Radnički Pirot - Sloboda Užice - Sloga Kraljevo - Šumadija Aranđelovac - Topličanin Prokuplje - Voždovački | - Obilić - Priština - FK Trepča - Vlaznimi Đakovica | - Bokelj - Budućnost - Jedinstvo Bijelo Polje - Lovćen - Rudar Pljevlja - OFK Titograd | - Bregalnica Štip - Kumanovo - Pobeda - Teteks - Tikveš Kavadarci |

## Girone Ovest

### Profili
| Squadra           | Città             | Stadio                | Stagione 1971-72 | Stagione 1971-72 |
| Squadra           | Città             | Stadio                | Pos.             | Divisione        |
| ----------------- | ----------------- | --------------------- | ---------------- | ---------------- |
| Maribor           | Maribor           | Stadion Ljudski vrt   | 18º              | Prva liga        |
| Rijeka            | Fiume             | Stadio Cantrida       | 1º               | Druga liga Ovest |
| Rudar Ljubija     | Prijedor          | Gradski stadion       | 2º               | Druga liga Ovest |
| NK Zagreb         | Zagabria          | Stadion Kranjčevićeva | 3º               | Druga liga Ovest |
| Šibenik           | Sebenico          | Stadion Šubićevac     | 4º               | Druga liga Ovest |
| Orijent           | Sussak, Fiume     | Stadion Krimeja       | 5º               | Druga liga Ovest |
| Istra             | Pola              | Stadion Veruda        | 6º               | Druga liga Ovest |
| Mura              | Murska Sobota     | Stadion Fazanerija    | 7º               | Druga liga Ovest |
| Trešnjevka        | Zagabria          | Igralište Graba       | 8º               | Druga liga Ovest |
| Varteks Varaždin  | Varaždin          | Stadion Varteks       | 9º               | Druga liga Ovest |
| Kozara            | Bosanska Gradiška | Gradski Stadion       | 10º              | Druga liga Ovest |
| Karlovac          | Karlovac          | Gradski stadion       | 11º              | Druga liga Ovest |
| Jedinstvo Bihać   | Bihać             | Stadion pod Borićima  | 12º              | Druga liga Ovest |
| Mercator          | Lubiana           | Športni park Svoboda  | 13º              | Druga liga Ovest |
| RNK Split         | Spalato           | Park Skojevaca        | 14º              | Druga liga Ovest |
| Rudar Trbovlje    | Trbovlje          | Rudar Stadion         | 1º               | Slovenska liga   |
| Segesta           | Sisak             | Gradski stadion       | 1º               | Zagrebačka zona  |
| Sloboda Novi Grad | Novi Grad         | Stadion Mlakve        | 1º               | Banjalučka zona  |

### Classifica
|  | Pos. | Squadra            | Pt | G  | V  | N  | P  | GF | GS | DR  |
|  | ---- | ------------------ | -- | -- | -- | -- | -- | -- | -- | --- |
|  | 1.   | NK Zagabria        | 53 | 34 | 22 | 9  | 3  | 75 | 19 | +56 |
|  | 2.   | Maribor            | 50 | 34 | 20 | 10 | 4  | 69 | 23 | +46 |
|  | 3.   | Karlovac           | 46 | 34 | 18 | 10 | 6  | 51 | 25 | +26 |
|  | 4.   | Rijeka             | 46 | 34 | 21 | 4  | 9  | 54 | 31 | +23 |
|  | 5.   | Sebenico           | 36 | 34 | 13 | 10 | 11 | 44 | 40 | +4  |
|  | 6.   | Mura               | 35 | 34 | 14 | 7  | 13 | 48 | 49 | −1  |
|  | 7.   | Kozara             | 34 | 34 | 14 | 6  | 14 | 36 | 37 | −1  |
|  | 8.   | Mercator           | 33 | 34 | 12 | 9  | 13 | 40 | 46 | −6  |
|  | 9.   | Istria             | 32 | 34 | 11 | 10 | 13 | 46 | 44 | +2  |
|  | 10.  | Varteks Varaždin   | 31 | 34 | 12 | 7  | 15 | 44 | 45 | −1  |
|  | 11.  | Segesta            | 31 | 34 | 9  | 13 | 12 | 47 | 52 | −5  |
|  | 12.  | Orijent (−1)       | 31 | 34 | 10 | 12 | 12 | 45 | 57 | −12 |
|  | 13.  | RNK Spalato        | 30 | 34 | 8  | 11 | 15 | 40 | 47 | −7  |
|  | 14.  | Jedinstvo Bihać    | 30 | 34 | 10 | 10 | 14 | 40 | 53 | −13 |
|  | 15.  | Rudar Ljubija (−1) | 27 | 34 | 9  | 10 | 15 | 31 | 39 | −8  |
|  | 16.  | Sloboda Novi Grad  | 26 | 34 | 8  | 10 | 16 | 31 | 51 | −20 |
|  | 17.  | Trešnjevka         | 22 | 34 | 8  | 6  | 20 | 33 | 66 | −33 |
|  | 18.  | Rudar Trbovlje     | 17 | 34 | 6  | 5  | 23 | 31 | 81 | −50 |

Legenda:

      Promossa in Prva Liga 1973-1974 dopo gli spareggi.

  Partecipa agli spareggi promozione/retrocessione.

      Retrocessa in terza divisione jugoslava 1973-1974.

      Esclusa dal campionato.
Note:

Due punti a vittoria, uno a pareggio, zero a sconfitta.
In caso di arrivo di due o più squadre a pari punti, la graduatoria viene stilata secondo la differenza reti tra le squadre interessate.
| Capocannoniere |               |         |
| Reti           | Marcatore     | Squadra |
| 22             | Branko Horjak | Maribor |

## Girone Nord

### Profili
| Squadra           | Città              | Stadio                  | Stagione 1971-72 | Stagione 1971-72 |
| Squadra           | Città              | Stadio                  | Pos.             | Divisione        |
| ----------------- | ------------------ | ----------------------- | ---------------- | ---------------- |
| Crvenka           | Crvenka            | Stadion Crvenke         | 2º               | Druga liga Nord  |
| Novi Sad          | Novi Sad           | Stadion Detelinara      | 3º               | Druga liga Nord  |
| Proleter          | Zrenjanin          | Stadion Karađorđev park | 4º               | Druga liga Nord  |
| Jedinstvo Brčko   | Brčko              | Gradski stadion         | 5º               | Druga liga Nord  |
| Budućnost Valjevo | Valjevo            | Stadion Park Pećina     | 6º               | Druga liga Nord  |
| Mačva Šabac       | Šabac              | Gradski stadion         | 7º               | Druga liga Nord  |
| Galenika Zemun    | Zemun, Belgrado    | Gradski stadion         | 8º               | Druga liga Nord  |
| Borovo            | Borovo             | Gradski stadion         | 9º               | Druga liga Nord  |
| Hajduk Kula       | Kula               | Stadion Hajduka         | 10º              | Druga liga Nord  |
| Bačka B. Palanka  | Bačka Palanka      | Gradski stadion         | 11º              | Druga liga Nord  |
| Osijek            | Osijek             | Igralište kraj Drave    | 12º              | Druga liga Nord  |
| Voždovački        | Voždovac, Belgrado | Stadion Voždovac        | 13º              | Druga liga Nord  |
| Radnik Bijeljina  | Bijeljina          | Gradski stadion         | 14º              | Druga liga Nord  |
| Dinamo Vinkovci   | Vinkovci           | Stadion Mladosti        | 15º              | Druga liga Nord  |
| Dinamo Pančevo    | Pančevo            | Gradski stadion         | 16º              | Druga liga Nord  |
| Belišće           | Belišće            | Gradski stadion         | 1º               | Slavonska zona   |
| Radnički Sombor   | Sombor             | Gradski stadion         | 1º               | Vojvođanska liga |
| Čukarički         | Čukarica, Belgrado | Stadio Čukarički        | 1º               | Srpska liga Nord |

### Classifica
|  | Pos. | Squadra            | Pt | G  | V  | N  | P  | GF | GS | DR  |
|  | ---- | ------------------ | -- | -- | -- | -- | -- | -- | -- | --- |
|  | 1.   | Osijek             | 45 | 34 | 18 | 9  | 7  | 61 | 28 | +33 |
|  | 2.   | Proleter Zrenjanin | 45 | 34 | 15 | 15 | 4  | 44 | 25 | +19 |
|  | 3.   | Novi Sad           | 42 | 34 | 18 | 6  | 10 | 51 | 32 | +19 |
|  | 4.   | Crvenka            | 42 | 34 | 16 | 10 | 8  | 47 | 30 | +17 |
|  | 5.   | Čukarički          | 38 | 34 | 13 | 12 | 9  | 44 | 41 | +3  |
|  | 6.   | Bačka B. Palanka   | 36 | 34 | 12 | 14 | 8  | 33 | 34 | −1  |
|  | 7.   | Dinamo Vinkovci    | 37 | 34 | 14 | 9  | 11 | 49 | 42 | +7  |
|  | 8.   | Galenika Zemun     | 37 | 34 | 15 | 7  | 12 | 44 | 40 | +4  |
|  | 9.   | Dinamo Pančevo     | 36 | 34 | 14 | 8  | 12 | 47 | 32 | +15 |
|  | 10.  | Voždovački         | 34 | 34 | 13 | 8  | 13 | 45 | 43 | +2  |
|  | 11.  | Hajduk Kula        | 33 | 34 | 13 | 7  | 14 | 48 | 48 | 0   |
|  | 12.  | Jedinstvo Brčko    | 31 | 34 | 11 | 9  | 14 | 30 | 32 | −2  |
|  | 13.  | Mačva Šabac        | 31 | 34 | 10 | 11 | 13 | 32 | 39 | −7  |
|  | 14.  | Radnik Bijeljina   | 29 | 34 | 8  | 13 | 13 | 28 | 42 | −14 |
|  | 15.  | Radnički Sombor    | 27 | 34 | 8  | 11 | 15 | 30 | 60 | −30 |
|  | 16.  | Belišće            | 24 | 34 | 9  | 6  | 19 | 29 | 53 | −24 |
|  | 17.  | Borovo             | 23 | 34 | 8  | 7  | 19 | 31 | 50 | −19 |
|  | 18.  | Budućnost Valjevo  | 20 | 34 | 5  | 10 | 19 | 22 | 44 | −22 |

Legenda:

      Promossa in Prva Liga 1973-1974 dopo gli spareggi.

  Partecipa agli spareggi promozione/retrocessione.

      Retrocessa in terza divisione jugoslava 1973-1974.

      Esclusa dal campionato.
Note:

Due punti a vittoria, uno a pareggio, zero a sconfitta.
In caso di arrivo di due o più squadre a pari punti, la graduatoria viene stilata secondo la differenza reti tra le squadre interessate.
| Capocannoniere |               |          |
| Reti           | Marcatore     | Squadra  |
| 18             | Miodrag Adžić | Novi Sad |

## Girone Sud

### Profili
| Squadra        | Città        | Stadio                  | Stagione 1971-72 | Stagione 1971-72        |
| Squadra        | Città        | Stadio                  | Pos.             | Divisione               |
| -------------- | ------------ | ----------------------- | ---------------- | ----------------------- |
| Budućnost      | Titograd     | Stadion Pod Goricom     | 1º               | Druga liga Sud          |
| Rudar Kakanj   | Kakanj       | Stadion Rudara          | 2º               | Druga liga Sud          |
| GOŠK Dubrovnik | Ragusa       | Stadion Lapad           | 3º               | Druga liga Sud          |
| Bokelj         | Cattaro      | Stadion pod Vrmcem      | 4º               | Druga liga Sud          |
| UNIS Vogošća   | Vogošća      | Stadion Hakija Mršo     | 5º               | Druga liga Sud          |
| OFK Titograd   | Titograd     | Stadion Cvijetni Brijeg | 6º               | Druga liga Sud          |
| Lovćen         | Cettigne     | Stadion Obilića Poljana | 7º               | Druga liga Sud          |
| Borac Travnik  | Travnik      | Stadion Pirota          | 8º               | Druga liga Sud          |
| Borac Čapljina | Čapljina     | Stadion Bjelave         | 9º               | Druga liga Sud          |
| Leotar         | Trebigne     | Stadion Police          | 10º              | Druga liga Sud          |
| Igman Konjic   | Konjic       | Stadion Igmana          | 11º              | Druga liga Sud          |
| Famos Hrasnica | Hrasnica     | Stadion Famos           | 12º              | Druga liga Sud          |
| Radnik Hadžići | Hadžići      | Gradski stadion         | 13º              | Druga liga Sud          |
| Bosna Visoko   | Visoko       | Stadion Luke            | 14º              | Druga liga Sud          |
| Iskra Bugojno  | Bugojno      | Stadion Jaklić          | 1º               | Sarajevsko–Zenička zona |
| Troglav        | Livno        | Stadion Zgona           | 1º               | Hercegovačka zona       |
| FK Jedinstvo   | Bijelo Polje | Stadion Nikoljac        | 1º               | Crnogorska liga         |
| Rudar Pljevlja | Pljevlja     | Gradski stadion         | 2º               | Crnogorska liga         |

### Classifica
|  | Pos. | Squadra                | Pt | G  | V  | N  | P  | GF | GS | DR  |
|  | ---- | ---------------------- | -- | -- | -- | -- | -- | -- | -- | --- |
|  | 1.   | Budućnost              | 48 | 34 | 16 | 16 | 2  | 56 | 20 | +36 |
|  | 2.   | Famos Hrasnica         | 45 | 34 | 19 | 7  | 8  | 58 | 31 | +27 |
|  | 3.   | Igman Konjic           | 41 | 34 | 15 | 11 | 8  | 51 | 43 | +8  |
|  | 4.   | Leotar                 | 40 | 34 | 16 | 8  | 10 | 55 | 33 | +22 |
|  | 5.   | Iskra Bugojno          | 39 | 34 | 13 | 13 | 8  | 41 | 35 | +6  |
|  | 6.   | Bokelj                 | 37 | 34 | 15 | 7  | 12 | 40 | 35 | +5  |
|  | 7.   | UNIS Vogošća           | 37 | 34 | 13 | 11 | 10 | 43 | 41 | +2  |
|  | 8.   | OFK Titograd           | 34 | 34 | 13 | 8  | 13 | 47 | 41 | +6  |
|  | 9.   | Lovćen                 | 33 | 34 | 12 | 9  | 13 | 48 | 42 | +6  |
|  | 10.  | GOŠK Dubrovnik         | 32 | 34 | 12 | 8  | 14 | 47 | 32 | +15 |
|  | 11.  | Borac Travnik          | 31 | 34 | 12 | 7  | 15 | 38 | 44 | −6  |
|  | 12.  | Rudar Pljevlja         | 31 | 34 | 13 | 5  | 16 | 37 | 61 | −24 |
|  | 13.  | Rudar Kakanj           | 30 | 34 | 12 | 6  | 16 | 45 | 46 | −16 |
|  | 14.  | Bosna Visoko           | 30 | 34 | 9  | 12 | 13 | 37 | 42 | −5  |
|  | 15.  | Borac Čapljina         | 30 | 34 | 11 | 8  | 15 | 46 | 52 | −6  |
|  | 16.  | Troglav                | 27 | 34 | 8  | 11 | 15 | 30 | 52 | −22 |
|  | 17.  | Radnik Hadžići         | 27 | 34 | 9  | 9  | 16 | 39 | 67 | −28 |
|  | 18.  | Jedinstvo Bijelo Polje | 20 | 34 | 7  | 6  | 21 | 41 | 78 | −37 |

Legenda:

      Promossa in Prva Liga 1973-1974 dopo gli spareggi.

  Partecipa agli spareggi promozione/retrocessione.

      Retrocessa in terza divisione jugoslava 1973-1974.

      Esclusa dal campionato.
Note:

Due punti a vittoria, uno a pareggio, zero a sconfitta.
In caso di arrivo di due o più squadre a pari punti, la graduatoria viene stilata secondo la differenza reti tra le squadre interessate.
| Capocannoniere |                |           |
| Reti           | Marcatore      | Squadra   |
| 25             | Mojaš Radonjić | Budućnost |

## Girone Est

### Profili
| Squadra           | Città              | Stadio                 | Stagione 1971-72 | Stagione 1971-72       |
| Squadra           | Città              | Stadio                 | Pos.             | Divisione              |
| ----------------- | ------------------ | ---------------------- | ---------------- | ---------------------- |
| Radnički 1923     | Kragujevac         | Stadion Čika Dača      | 17º              | Prva liga              |
| Priština          | Priština           | Gradski stadion        | 2º               | Druga liga Est         |
| Napredak Kruševac | Kruševac           | Stadion Mladost        | 3º               | Druga liga Est         |
| Pobeda            | Prilep             | Stadion Goce Delčev    | 4º               | Druga liga Est         |
| Borac Čačak       | Čačak              | Stadion kraj Morave    | 5º               | Druga liga Est         |
| Radnički Pirot    | Pirot              | Stadion kraj Nišave    | 6º               | Druga liga Est         |
| Šumadija          | Aranđelovac        | Gradski stadion        | 7º               | Druga liga Est         |
| FAP               | Priboj             | Gradski stadion        | 8º               | Druga liga Est         |
| Sloga Kraljevo    | Kraljevo           | Gradski stadion        | 9º               | Druga liga Est         |
| Kumanovo          | Kumanovo           | Gradski stadion        | 10º              | Druga liga Est         |
| FK Trepča         | Kosovska Mitrovica | Stadion Trepča         | 11º              | Druga liga Est         |
| Sloboda Užice     | Titovo Užice       | Stadion Begluk         | 12º              | Druga liga Est         |
| Vlaznimi Đakovica | Đakovica           | Stadion Miejski        | 13º              | Druga liga Est         |
| Bregalnica Štip   | Štip               | Gradski stadion        | 14º              | Druga liga Est         |
| Teteks            | Tetovo             | Gradski stadion        | 15º              | Druga liga Est         |
| Topličanin        | Prokuplje          | Stadion pokraj Toplice | 1º               | Srpska liga Sud        |
| Obilić            | Obilić             | Gradski stadion        | 1º               | Liga Kosova i Metohije |
| Tikveš            | Kavadarci          | Stadion Kavadarci      | 1º               | Makedonska liga        |

### Classifica
|  | Pos. | Squadra              | Pt | G  | V  | N  | P  | GF | GS | DR  |
|  | ---- | -------------------- | -- | -- | -- | -- | -- | -- | -- | --- |
|  | 1.   | Borac Čačak          | 49 | 34 | 21 | 7  | 6  | 63 | 22 | +41 |
|  | 2.   | Priština             | 47 | 34 | 21 | 5  | 8  | 75 | 29 | +46 |
|  | 3.   | Šumadija Aranđelovac | 45 | 34 | 17 | 11 | 6  | 51 | 28 | +23 |
|  | 4.   | Napredak Kruševac    | 43 | 34 | 17 | 9  | 8  | 57 | 20 | +37 |
|  | 5.   | FK Trepča            | 41 | 34 | 17 | 7  | 10 | 47 | 36 | +11 |
|  | 6.   | Radnički Pirot       | 38 | 34 | 12 | 14 | 8  | 53 | 41 | +12 |
|  | 7.   | Kumanovo             | 38 | 34 | 14 | 10 | 10 | 41 | 35 | +6  |
|  | 8.   | Radnički Kragujevac  | 37 | 34 | 15 | 7  | 12 | 40 | 33 | +7  |
|  | 9.   | Pobeda               | 34 | 34 | 15 | 4  | 15 | 46 | 41 | +5  |
|  | 10.  | Teteks               | 33 | 34 | 10 | 13 | 11 | 47 | 55 | −8  |
|  | 11.  | FK FAP               | 31 | 34 | 12 | 7  | 15 | 38 | 41 | −3  |
|  | 12.  | Sloga Kraljevo       | 31 | 34 | 10 | 11 | 13 | 33 | 43 | −10 |
|  | 13.  | Sloboda Užice        | 30 | 34 | 12 | 6  | 16 | 34 | 44 | −10 |
|  | 14.  | Tikveš Kavadarci     | 27 | 34 | 6  | 15 | 13 | 31 | 55 | −24 |
|  | 15.  | Topličanin Prokuplje | 27 | 34 | 10 | 7  | 17 | 31 | 55 | −24 |
|  | 16.  | Obilić               | 24 | 34 | 9  | 6  | 19 | 38 | 63 | −25 |
|  | 17.  | Vlaznimi Đakovica    | 23 | 34 | 8  | 7  | 19 | 28 | 61 | −33 |
|  | 18.  | Bregalnica Štip      | 14 | 34 | 3  | 8  | 23 | 19 | 70 | −51 |

Legenda:

      Promossa in Prva Liga 1973-1974 dopo gli spareggi.

  Partecipa agli spareggi promozione/retrocessione.

      Retrocessa in terza divisione jugoslava 1973-1974.

      Esclusa dal campionato.
Note:

Due punti a vittoria, uno a pareggio, zero a sconfitta.
In caso di arrivo di due o più squadre a pari punti, la graduatoria viene stilata secondo la differenza reti tra le squadre interessate.
| Capocannoniere |              |          |
| Reti           | Marcatore    | Squadra  |
| 33             | Dušan Šujica | Priština |

## Spareggi promozione
Otto squadre (le prime due classificate di ognuno dei quattro gironi) vengono divise in due gruppi col compito di disputare due turni ad eliminazione diretta con gare ad andata e ritorno. Le due vincitrici vengono promosse nella massima divisione.
| Girone | 1ª classificata | 2ª classificata    |
| ------ | --------------- | ------------------ |
| Ovest  | NK Zagabria     | Maribor            |
| Nord   | Osijek          | Proleter Zrenjanin |
| Sud    | Budućnost       | Famos Hrasnica     |
| Est    | Borac Čačak     | Priština           |

| Squadra 1          | Totale        | Squadra 2          | Andata | Ritorno |
| ------------------ | ------------- | ------------------ | ------ | ------- |
| PRIMO GRUPPO       |               |                    |        |         |
| Semifinali         |               |                    |        |         |
| NK Zagabria        | 2−1           | Famos Hrasnica     | 0−0    | 2−1     |
| Osijek             | 3−1           | Priština           | 1−0    | 2−1     |
| Finale             |               |                    |        |         |
| NK Zagabria        | 0−0 (6-5 dtr) | Osijek             | 0−0    | 0−0     |
| SECONDO GRUPPO     |               |                    |        |         |
| Semifinali         |               |                    |        |         |
| Maribor            | 1−1 (3-2 dtr) | Budućnost          | 1−0    | 0−1     |
| Proleter Zrenjanin | 4−0           | Borac Čačak        | 2−0    | 2−0     |
| Finale             |               |                    |        |         |
| Maribor            | 3−4           | Proleter Zrenjanin | 3−1    | 0−3     |

- NK Zagabria e Proleter Zrenjanin promosse in Prva Liga 1973-1974[8].

## Verso la nuova Druga liga
Il 30 giugno 1973 la SFJ ha preso la decisione che dalla stagione seguente la Druga liga tornerà a due gironi Ovest ed Est, composti da 18 squadre ciascuno. A differenza dei campionati dal 1958-59 al 1967-68 la Voivodina verrà inclusa nel girone Ovest.
Le prime sei classificate dei 4 gironi si sono qualificate direttamente per il nuovo campionato. Per il completamento dei quadri è stato disputato un complicato sistema di qualificazione includendo anche le vincitrici delle Leghe Repubblicane e dei campionati di zona.

### Qualificazioni inter-repubblicane
OFK Titograd (8º in Druga liga Sud), Pobeda (9º in Druga liga Est) e GOŠK Dubrovnik (10º in Druga liga Sud) si sfidano per un posto nella Druga liga Est 1973-74.
Vince il Pobeda che rimane così in Druga liga, il OFK Titograd va allo spareggio montenegrino, il GOŠK Dubrovnik retrocede.

### Qualificazioni Slovenia
Mercator (8º in Druga liga Ovest) e Železničar Maribor (1º in Slovenska liga) si sidano per un posto in Druga liga Ovest 1973-74.
Vince il Mercator.

### Qualificazioni Croazia
Rovigno (1º in Riječko-istarska zona), Zagrebački plavi (1º in Zagrebačka zona), Metalac Osijek (1º in Slavonska zona Est), BSK Slavonski Brod (1º in Slavonska zona Ovest), Zara (1º in Dalmatinska zona Nord) e Neretva Metković (1º in Dalmatinska zona Sud) si sfidano per il titolo di campione di Croazia. Vince il Rovigno che accede alla finale contro la Dinamo Vinkovci (7º in Druga liga Nord).
Vince la Dinamo Vinkovci.

### Qualificazioni Bosnia Erzegovina
Elektrobosna Jajce (1º in Banjalučka zona), Sloga Doboj (1º in Tuzlanska zona), Bosna Sarajevo (1º in Sarajevsko–Zenička zona) e Mladost Lištica (1º in Hercegovačka zona) si sfidano per il titolo di campione di Bosnia Erzegovina. Vince lo Sloga Doboj che accede alla fase finale contro Kozara (7º in Druga liga Ovest), UNIS Vogošća (7º in Druga liga Sud) e Jedinstvo Brčko (12º in Druga liga Nord).
Vince il Kozara.

### Qualificazioni Voivodina
Dinamo Pančevo (9º in Druga liga Nord) e Vrbas (1º in Vojvođanska liga) si sfidano per un posto in Druga liga Ovest 1973-74.
Vince la Dinamo Pančevo.

### Qualificazioni Serbia
Rad Belgrado (1º in Srpska liga Nord) e Dubočica Leskovac (1º in Srpska liga Sud) si sfidano per il titolo di campione di Serbia. Vince il Rad Belgrado che accede alla finale contro il Voždovački (10º in Druga liga Nord).
Vince il Rad Belgrado.

### Qualificazioni Montenegro
OFK Titograd (8º in Druga liga Sud) e Iskra Danilovgrad Danilovgrad (1º in Crnogorska liga) si sfidano per un posto in Druga liga Ovest 1973-74.
Vince il OFK Titograd.

### Qualificazioni Kosovo
Obilić (16º in Druga liga Est), Vlaznimi Đakovica (17º in Druga liga Est), Kosovo (1º in Liga Kosova i Metohija) e Buducnost Peć (2º in Liga Kosova i Metohija) si sfidano per un posto in Druga liga Ovest 1973-74.
Vince il Buducnost Peć.

### Qualificazioni Macedonia
Teteks (10º in Druga liga Est) e Rabotnički (1º in Makedonska liga) si sfidano per un posto in Druga liga Ovest 1973-74.
Vince il Rabotnički.